# Cryptoheros
Cryptoheros is een geslacht van straalvinnige vissen uit de familie van cichliden (Cichlidae).

## Soorten
- Cryptoheros altoflavus Allgayer, 2001
- Cryptoheros chetumalensis Schmitter-Soto, 2007
- Cryptoheros cutteri (Fowler, 1932)
- Cryptoheros myrnae (Loiselle, 1997)
- Cryptoheros nanoluteus (Allgayer, 1994)
- Cryptoheros panamensis (Meek & Hildebrand, 1913)
- Cryptoheros sajica (Bussing, 1974)
- Cryptoheros septemfasciatus (Regan, 1908)
- Cryptoheros spilurus Cryptoheros spilurus